# Lee David Zlotoff
Lee David Zlotoff es un productor y director, creador de la exitosa serie MacGyver. Inició su carrera como guionista de la serie Hill Street Blues en 1981. Al año siguiente produjo Remington Steele.

## Carrera
Zlotoff creó a MacGyver, serie que se emitió entre 1985 y 1992, y fue un éxito internacional. Escribió y dirigió la película de 1996 The Spitfire Grill, la cual ganó el premio de la audiencia en el festival Sundance.
Zlotoff se graduó en la Brooklyn Technical High School en 1970. Luego asistió al St. John's College en Maryland.
Ha hecho contribuciones al magazín Make.
También colaboró en dos episodios de la serie NCIS en las temporadas 3 y 7.